# Shevchénkove (Izmaíl)
 Shevchenkove (desambiguación)
Shevchénkove (en ucraniano: Шевчéнкове, AFI: [ˈʃɛu̯tʃenkowe]ⓘ) es una localidad del Raión de Izmail en el Óblast de Odesa de Ucrania. Se encuentra a 63 km del centro de raion ya 28 km de la estación de tren de Dzinilor. El territorio tiene una topografía plana. Un gran grupo de masas de agua en las cuencas del Danubio y del Mar Negro septentrional se concentra en un radio de 30 km. Según el censo de 2001, tiene una población de 5625 habitantes, el territorio es de 6,37 km² (tierra agrícola: 98,68 km²), y según ambos indicadores es el pueblo más grande del distrito.
El pueblo fue fundado en 1790 como un sloboda de Karamahmet del Imperio otomano. Renombrado a pueblo de Shevchenkove en 14 de noviembre de 1945 en honor al poeta-kobzar Tarás Shevchenko. A partir del 17 de julio de 2020, como parte de la reforma administrativa en Ucrania, Shevchenkove pasó a formar parte del Raión de Izmail tras la abolición del Raión de Kiliya.

## Arquitectura

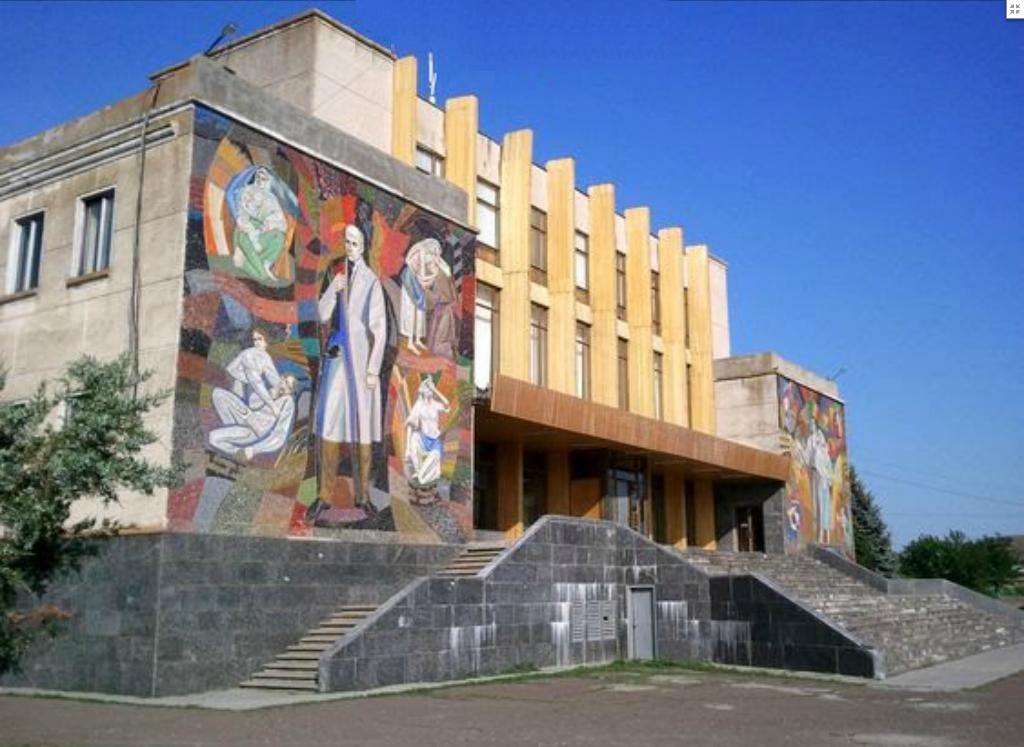
Casa de la Cultura
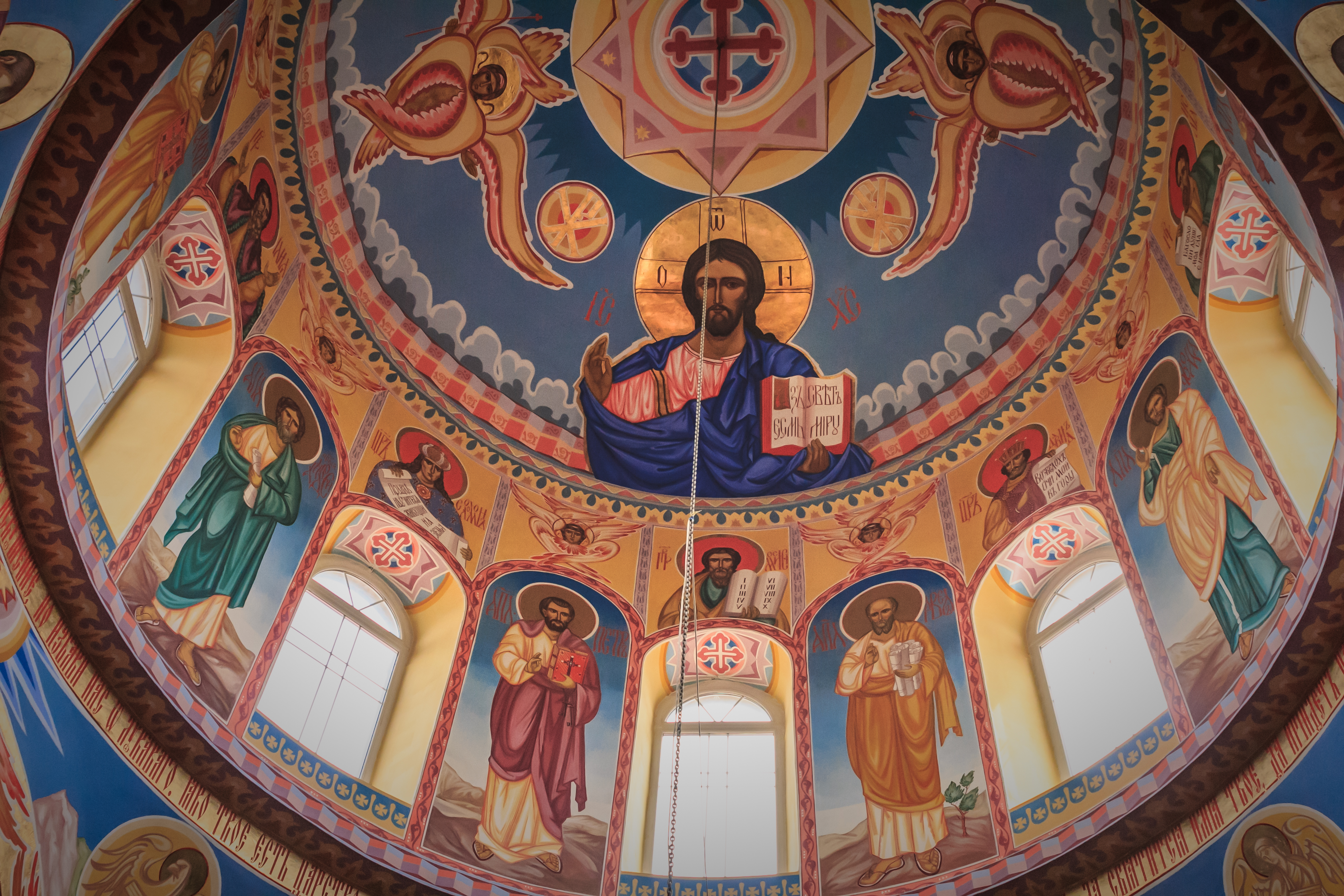
La cúpula de la Iglesia de San Juan (desde 2023 — Iglesia ortodoxa de Ucrania)
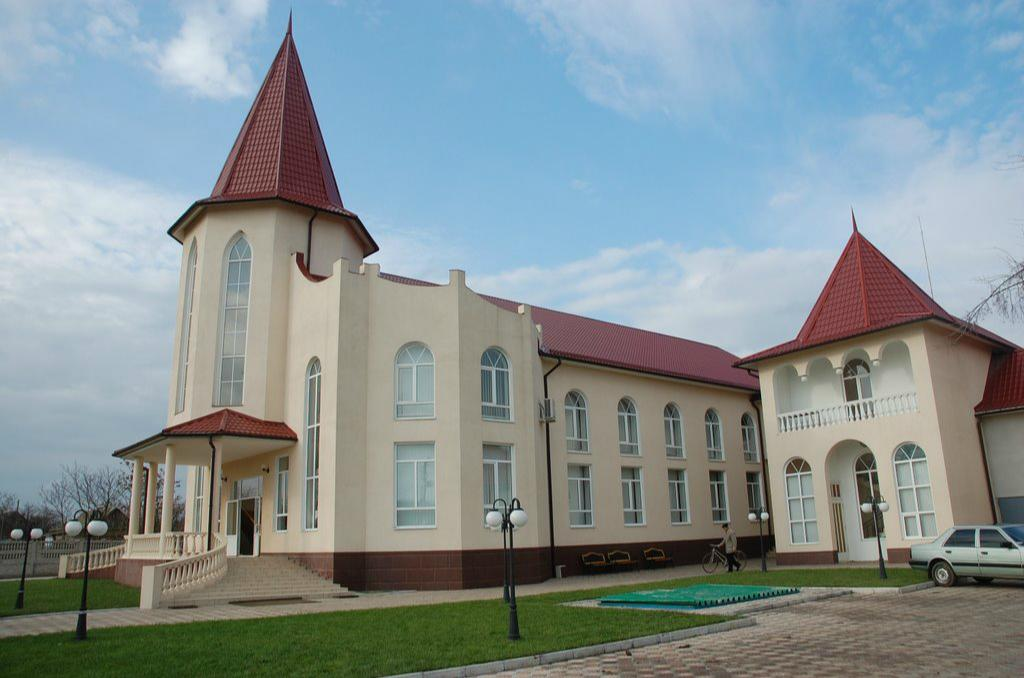
Fachada de la Iglesias bautistas, también llamada Casa del Evangelio

## Historia
En 1776, junto a la finca del general del ejército otomano, Kara Mahmet (en turco otomano: Kara Mehmet‎), en la orilla del arroyo Techia, apareció el primer asentamiento ucraniano, fundado por familias cosacas de Sich de Zaporiyia. 12 de agostojul./ 23 de agosto de 1790greg., el asentamiento se convirtió en un sloboda. En 1812, tras el Tratado de Bucarest, pasó a formar parte del Óblast de Besarabia del Imperio Ruso. En 1856, según los resultados del Tratado de París, el asentamiento pasó a formar parte de los estados bajo la suzeranía del Imperio Otomano: Principado de Moldavia (1856–1859), Principados Unidos de Valaquia y Moldavia (1859–1862), Principados Unidos de Rumania (1862–1866), Principado de Rumania (1866–1878). Sloboda se convirtió en un pueblo y se introdujeron obligaciones laborales e impuestos para los habitantes. En 1878, según el Tratado de Berlín, el pueblo volvió a la Gobernación de Besarabia del Imperio Ruso y el Principado de Rumania obtuvo su independencia. En 1917, después del disolución del Imperio Ruso, el pueblo pasó a formar parte de la autoproclamada República Democrática de Moldavia, formada en la antigua Gobernación de Besarabia. En 1918, el Reino de Rumania introdujo tropas rumanas en la Gobernación de Besarabia (incluida la aldea) y se tomó la decisión de unir Besarabia al Reino de Rumania. En 1940, según el Pacto Ribbentrop-Mólotov, la Unión Soviética anexó Besarabia a la URSS y el pueblo perteneció a la RSS de Ucrania. 1941, después del inicio de la Operación Barbarroja por parte de los fascistas, el pueblo fue ocupado por el Reino de Rumania. En 1944, durante la segunda Ofensiva de Jassy-Kishinev, el ejército soviético liberó el pueblo de los fascistas y en 14 de noviembre de 1945 pasó a llamarse Shevchenkove. En 1991, tras la disolución de la Unión Soviética, el pueblo pasó a formar parte de Ucrania.

## Demografía
| Distribución de la población por lengua materna |
| ----------------------------------------------- |
|                                                 |
| Ucraniano Ruso Rumano Búlgaro Romaní Otros      |

Según el censo de 2001, la mayoría de la población de Shevchénkove hablaba ucraniano (96,85%).